# Hydrelia plumbipicta
Hydrelia plumbipicta är en fjärilsart som beskrevs av Reginald James West 1929.
Hydrelia plumbipicta ingår i släktet Hydrelia och familjen mätare. Inga underarter finns listade i Catalogue of Life.